# شون دينجيليوس والاس
شون دينجيليوس والاس (بالإنجليزية: Shawn Dingilius-Wallace)‏ (مواليد 26 يوليو 1994) هو سبّاح بالاوي، مثّل بلاده في الألعاب الأولمبية الصيفية 2016.

## روابط خارجية
شون دينجيليوس والاس على موقع الاتحاد الدولي للسباحة (الإنجليزية)
- شون دينجيليوس والاس على موقع SwimRankings.net (الإنجليزية)
- شون دينجيليوس والاس على موقع أوليمبيديا (الإنجليزية)